# Helmut Riedl
Helmut Riedl (* 22. Juni 1933 in Wien; † 27. Februar 2024 in Wiener Neustadt) war ein österreichischer Geograph. Von 1969 bis 1999 war er Ordinarius für Geographie sowie langjähriger Institutsvorstand und Dekan der Naturwissenschaftlichen Fakultät der Universität Salzburg. Er forschte und lehrte in vielen Teilgebieten der Geographie, wobei die ägäische Inselwelt neben den Salzburger Kalkalpen einen besonderen regionalen Schwerpunkt bildete.

## Leben
Helmut Riedl studierte nach der mit Auszeichnung bestandenen Reifeprüfung im Jahr 1952 als Schüler von Hans Spreitzer Geographie und Geologie an der Universität Wien. Seine Dissertation über die Morphogenese der niederösterreichischen Waschbergzone wurde mit dem Johann-Hampel-Preis der Österreichischen Geographischen Gesellschaft ausgezeichnet. Er promovierte 1958 zum Doktor der Philosophie und war in der Folge von 1958 bis 1960 für die Österreichische Bodenkartierung tätig. Diese Tätigkeit und seine bereits während des Studiums durchgeführten Höhlenforschungen führten dazu, dass die Bodengeographie und die Klimamorphologie eine tragende Rolle in seiner Lehrtätigkeit innehatte.
Von 1960 bis 1969 war er Assistent von Herbert Paschinger und Sieghard Morawetz an der Universität Graz. Dort habilitierte sich Riedl im Jahr 1967 für das Gesamtgebiet der Geographie mit einer sozialgeographischen Arbeit über die Kleinstadt Gleisdorf in der Oststeiermark. Bereits zwei Jahre später wurde er auf den neu eingerichteten zweiten Lehrstuhl am jungen Geographischen Institut der Universität Salzburg berufen. Dort hatte er die Aufgabe, insbesondere die Physische Geographie in Forschung und Lehre zu vertreten. Im Rahmen dieser Aufgaben gründete er im Jahr 1973 die Alpine Forschungsstation „Samer Alm“ im Tennengebirge und begann in dieser Zeit auch einen zweiten Forschungsschwerpunkt für Griechenland aufzubauen.
Seine in der Hauptvorlesung zur Physischen Geographie und bei Exkursionen präsentierte integrative Sichtweise auf das Gesamtgebiet der Geographie begeisterte viele seiner Schüler. Er motivierte diese zur praktischen Arbeit im Gelände oder auch zu methodologischen Grundsatzdiskussionen über das Landschaftskonzept. Riedl war nicht nur der Betreuer von hunderten Haus- und Diplomarbeiten sowie vieler Dissertationen im Gesamtgebiet der Geographie, sondern habilitierte auch folgende Damen und Herren: 1972 Heinz Slupetzky, 1973 Hubert Trimmel, 1975 Othmar Nestroy, 1977 Erich Stocker, 1983 Lothar Beckel (Umhabilitierung aus Berlin), 1985 Wolfgang Kern, 1994 Christine Embleton-Hamann und 1995 Herbert Weingartner.
Von 1991 bis 1997 war er Dekan der Naturwissenschaftlichen Fakultät der Paris-Lodron-Universität Salzburg. Nach seiner im Jahr 1999 erfolgten Emeritierung übersiedelte er nach Wiener Neustadt und veröffentlichte mehrere Bücher, die sich auch kritisch mit der Entwicklung des Faches Geographie im Speziellen und den Universitäten im Allgemeinen auseinandersetzen.
Helmut Riedl hatte mit seiner Frau Lätitia fünf Söhne und eine Tochter. Er starb am 27. Februar 2024 in Wiener Neustadt.

## Mitgliedschaften
- Ehrenmitglied der Österreichischen Geographischen Gesellschaft (ÖGG)
- Österreichische Bodenkundliche Gesellschaft (ÖBG)
- Ehrenmitglied der Geologischen Gesellschaft Griechenlands

## Schriften (Auswahl)

### Monographien
- Wesen und Bedeutung der Bodengeographie. Antrittsvorlesung gehalten am 28. April 1970 an der Universität Salzburg. (= Salzburger Universitätsreden. H. 48). Salzburg/München 1973.
- Die Ergebnisse des MaB-Projekts "Sameralm". Ein Beitrag zur sozioökonomisch gesteuerten Veränderung subalpiner Landschaftssysteme. (= Veröffentlichungen des Österreichischen MaB-Programms. Bd. 5). Innsbruck 1983.
- Die Ägäischen Inseln. Erinnerungen eines Geographen. (= Salzburger Geographische Arbeiten. Bd. 40). Salzburg 2005, ISBN 3-85283-024-9.
- Rechenschaft vor Alfred Philippson. 55 Jahre gelebte Geographie. (= Salzburger Geographische Arbeiten. Bd. 44). Salzburg 2008, ISBN 978-3-85283-028-5.
- Mythogeographie. Ein Versuch an Hand kykladischer Fallstudien. (= Salzburger Geographische Arbeiten. Bd. 47). Salzburg 2010, ISBN 979-3-85283-031-1.
- Wider den Zeitgeist. Über Universität, Akademiker und die Wissenschaft. Selbstverlag H. Riedl, Wiener Neustadt 2012, DNB 1049894855.
- Die Landschaft als Wissenschaft und Erlebniswert. Selbstverlag H. Riedl, Wiener Neustadt 2018, ISBN 978-3-9519882-6-9.
- Erfahrungen, Erinnerungen und aktuelle Probleme aus der Sicht eines Geographen. Selbstverlag H. Riedl, Wiener Neustadt 2020, ISBN 978-3-9519882-7-6.
- Die Entwicklung der Geographie in Wissenschaft und Lehre seit der Wiederbegründung der Paris-Lodron-Universität Salzburg bis zur Jahrhundertwende. Selbstverlag H. Riedl, Wiener Neustadt, 2021, ISBN 978-3-9519882-8-3.
- Bemerkungen zum Erlebnis griechischer Landschaften. Selbstverlag H. Riedl, Wiener Neustadt 2023, ISBN 978-3-9519882-9-0.

### Zeitschriften- oder Buchbeiträge
- Neue Beiträge zum Problem: Raxlandschaft - Augensteinlandschaft. In: Mitteilungen der Österreichischen Geographischen Gesellschaft. Bd. 108, 1966, S. 98–109.
- Zum Problem eines oberkreidezeitlichen Karstes in den Fischer Bergen (NÖ). In: Helmut Riedl (Hrsg.): Beiträge zur Klimatologie, Meteorologie und Klimamorphologie. Festschrift für Hanns Tollner zum 70. Geburtstag. (= Arbeiten aus dem Geographischen Institut der Universität Salzburg. Bd. 3). Salzburg 1973, S. 205–228.
- Die Problematik der Altflächen am Ostsporn der Alpen. In: Julius Büdel (Hrsg.): Beiträge zur Reliefgenese in verschiedenen Klimazonen. (= Würzburger Geographische Arbeiten.  Bd. 45). 1977, S. 131–156.
- Untersuchungen zur witterungsklimatologischen Beziehung von Temperatur und Niederschlagsmessungen sowie zum kulturgeographische Funktionswandel im Bereiche der Alpinen Forschungsstation Samer Alm. In: Sitzungsberichte der Österreichischen Akademie der Wissenschaften, Mathematisch-Naturwiss. Klasse, Abt. I. Bd. 186, H. 1–3, 1977, S. 91–98.
- Die Prägekraft des sozioökonomischen Strukturwandels auf Morpho- und Pedosphäre des subalpinen Lebensraumes. In: Mitteilungen der Österreichischen Bodenkundlichen Gesellschaft. H. 25, 1982, S. 5–51.
- Sozioökonomisch gesteuerte Soil Erosion und Denudation am Südrand des Tennengebirges. In: Salzburg - Mittlere Ostalpen - Wien. Exkursionen zum 21. Deutschen Schulgeographentag in Salzburg. Institut für Geographie, Salzburg 1988, S. 74–79.
- 30 Jahre Physische Geographie am Institut für Geographie der Universität Salzburg. In: Helmut Wohlschlägl (Hrsg.): Geographischer Jahresbericht aus Österreich. Band 56, Forschungsberichte aus den Instituten für Geographie der Universitäten Salzburg und Innsbruck (Auswahl). Institut für Geographie der Universität Wien, Wien 1999, ISBN 3-900830-39-8, S. 9–27.